# Haman-myeon
Haman-myeon (koreanska: 함안면) är en socken i den södra delen av Sydkorea,  290 km söder om huvudstaden Seoul.  Den ligger i kommunen Haman-gun i provinsen Södra Gyeongsang.